# سیارک ۳۵
سیارک ۳۵ (به انگلیسی: 35 Leukothea) سی و پنجمین سیارک کشف شده‌است که در ۱۹ آوریل ۱۸۵۵ و در دوسلدورف کشف شد.
قدر مطلق سیارک برابر ۸٫۵۰ است.